# کاخ پترهوف

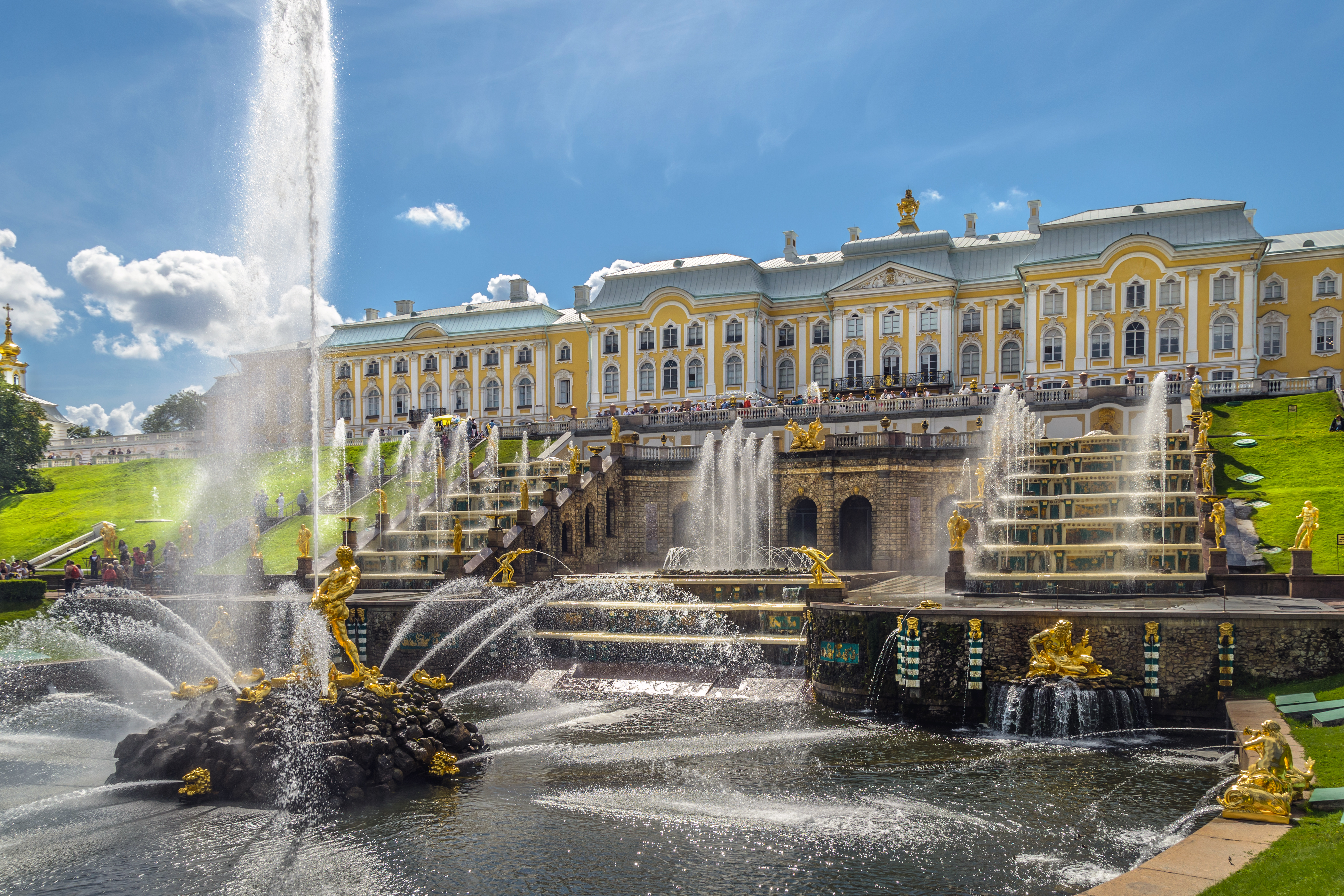
نمایی از آب‌نما و آبشار سمت شمال کاخ که از ۶۴ فواره و بیش از ۲۰۰ مجمسه مختلف برنزی ساخته شده‌است. به دلیل ارتفاع صد متر پایین‌تر از ساحل این فواره‌ها بدون هیچ پمپ آبی و فقط با چشمه‌های طبیعی و جاذبه کار می‌کنند.

کاخ پترهوف (به روسی: Петергоф) در سن پترزبورگ، مجموعه عمارت‌ها و کاخ‌های مُجَلل مربوط به دودمان رومانوف است که به فرمان پتر کبیر و در پاسخ به ساخت کاخ ورسای توسط لوئی چهاردهم بنا شده‌اند. اصل بنا در سال ۱۷۰۹ ساخته شده، اما پتر کبیر پس از بازدید از دربار سلطنتی در سال ۱۷۱۷ به فکر گسترش آن افتاد. معمار ساختمان بین سال‌های ۱۷۱۴ و ۱۷۲۸ دومنیکو ترتزینی بود. مجموعه عمارت‌ها و کاخ‌های پترهوف به عنوان بخشی از میراث جهانی یونسکو به ثبت رسیده‌اند. کاخ پترهوف در زمینی به مساحت ۱۱۰ هکتار بنا شده‌است.
سایر عمارت‌های کاخ پتروف شامل مون‌پِلیسر، مارلی، هرمیتاژ و کوتیج هستند.

## باغ
باغ کاخ پترهوف در سده‌های ۱۷ و ۱۸ میلادی، گسترش یافت. این باغ در ضلع جنوبی سواحل خلیج فنلاند و در منطقه‌ی فدرال سنت پترزبورگ واقع شده‌است. مجموعهٔ پترهوف به دو بخش باغ بالا و باغ پایین تقسیم شده که کاخ اصلی، در بین این دو باغ قرار گرفته است.

## آب‌نما
تندیس‌های برنزی منحصر به‌فرد و آب‌نماهای طبقاتی و پله‌ای محوطهٔ کاخ اصلی از دیدنی‌ترین بخش‌های کاخ پترهوف هستند.
این کاخ دارای 255 مجسمه و 64 فواره هست که اصلی ترین نماد این مجموعه رو تشکیل می دهند.
مساحت باغ‌های کاخ نیمفنبورگ در حدود ۲۰۰ هکتار است و سه عمارت به نام‌های پاگودنبورگ، بسادنبورگ و آمالینبورگ در آن واقع شده‌اند.
آب‌نماهای کاخ پترهوف بدون نیاز به پمپ کار می‌کنند. برای ایجاد این سامانهٔ تأمین آب، مجموعه‌ای از کانال‌ها به طول ۶۳ کیلومتر (۳۹ مایل) در باغ این کاخ تدارک دیده شده‌است.

## نگارخانه

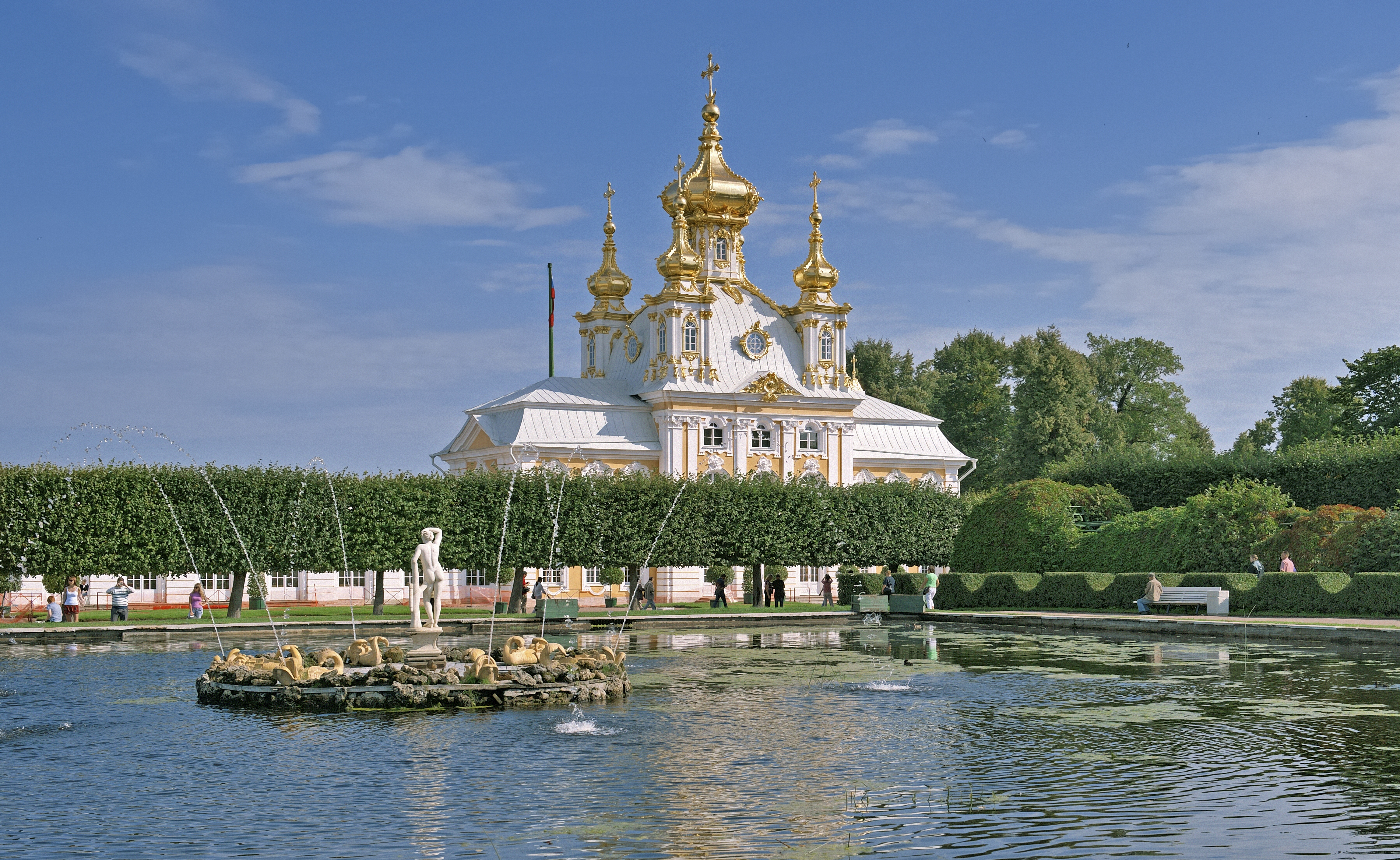
کلیسای ارتدکس کاخ سلطنتی
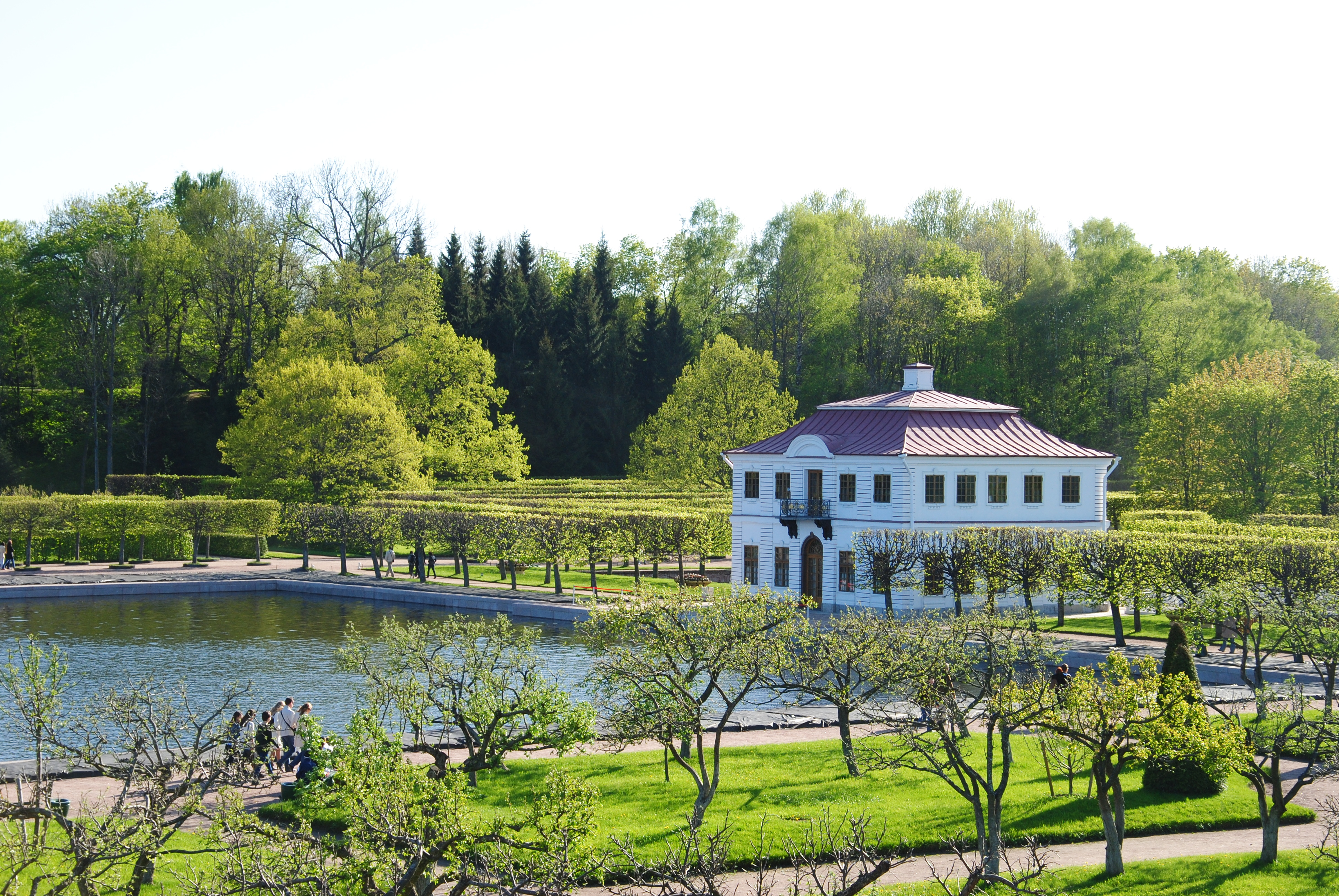
عمارت مارلی
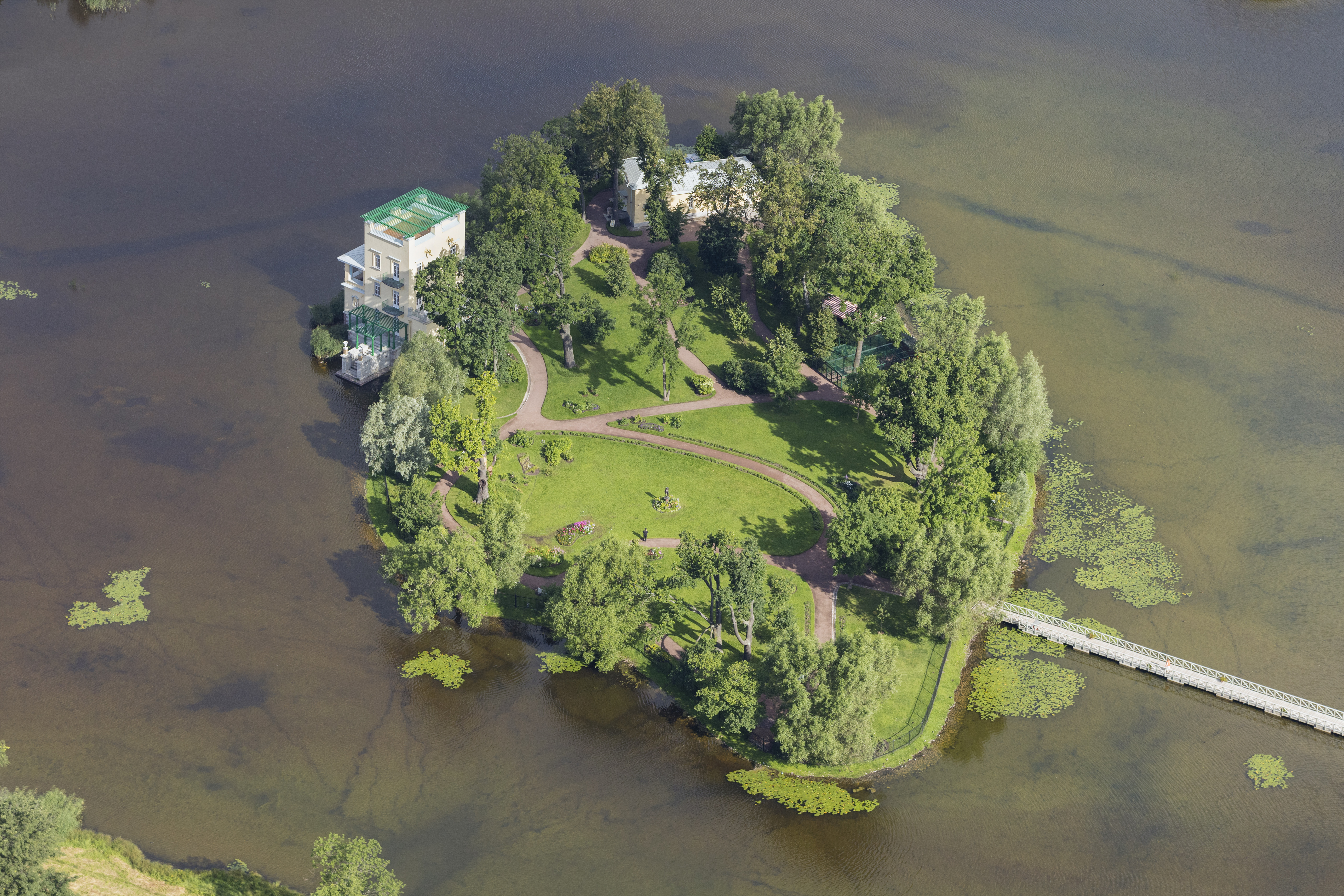
پاویلیون اولگین
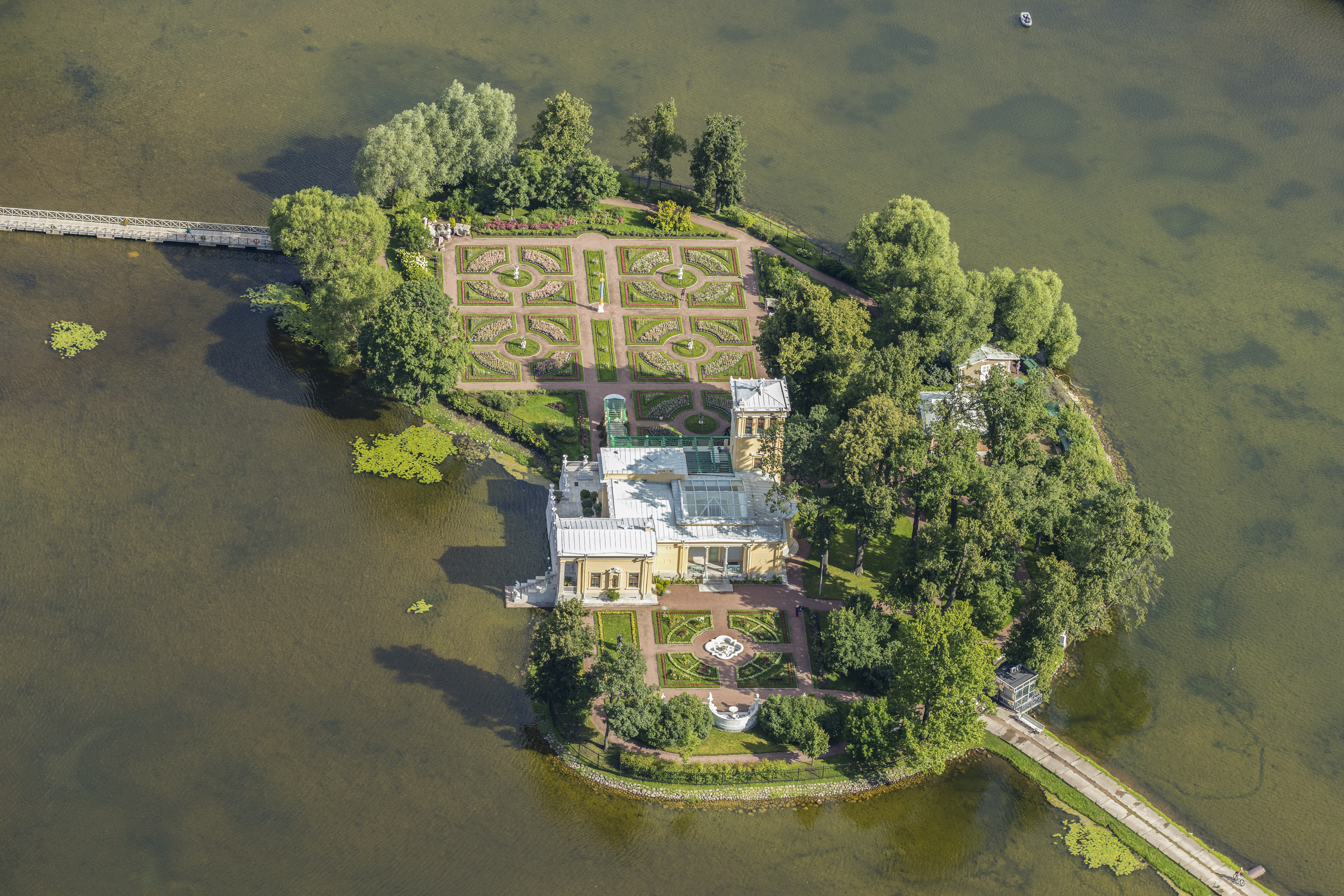
پاویلیون آویاری
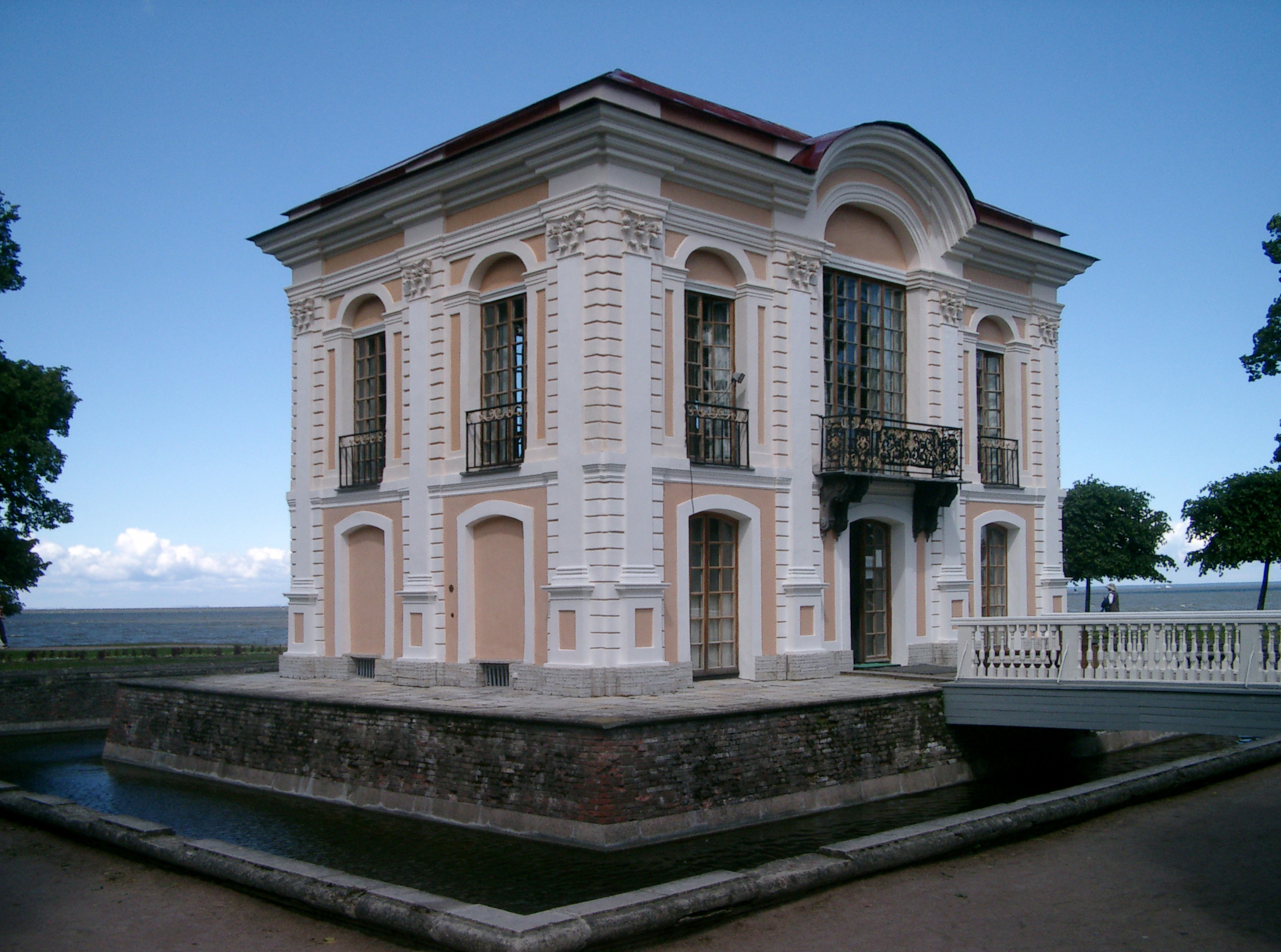
پاویلیون هرمیتاژ